# 馬頭バイパス
馬頭バイパス（ばとうバイパス）は、栃木県那珂川町を通る国道293号（国道400号重複）のバイパスである。

## 概要
計画区間の現道部は、車道幅員が狭小な区間や屈曲している区間が多く交通の隘路となっていることや、付近に学校が立地しているにもかかわらず歩道が未整備であり、交通安全上、非常に危険な状況であった。このような理由によりバイパス整備が行われることとなった。
本バイパスを整備することにより、現道から通過交通を排除し、自転車及び歩行者の安全を確保するとともに、通過交通の円滑化と広域的な地域間交流の促進、地域間の連携や物流機能の強化、地域観光産業等の支援を図る。
第一工区（馬頭高校下交差点 - 三枚畑交差点間1.9km）は平成20年7月に開通した。第二工区（三枚畑交差点 - 都橋交差点間0.96km）は平成24年度の完成・供用を目指していたが、完成は平成26年3月にずれこむこととなった。
なお旧道は、栃木県道52号矢板馬頭線の一部および那珂川町道に降格となっている。
- 起点：栃木県那珂川町馬頭
- 終点：栃木県那珂川町北向田
- 総距離：2.86km
- 車線数：全線2車線
- 幅員：15m
- 総事業費：47.5億円

## 歴史
- 平成11年：事業採択
- 平成12年：用地取得着手
- 平成14年：工事着手
- 平成16年：馬頭大橋含む１期工区（0.8km)一部開通
- 平成17年4月：１期工区（0.5km）一部開通
- 平成19年：１期工区（0.4km)一部開通
- 平成20年7月8日：終点側（0.3km）区間開通したととで１期工区（1.9km）完成[1]
- 平成26年3月23日：２期工区（三枚橋交差点～都橋交差点）供用開始されたことにより全区間での供用開始。[1]

## 沿線施設
- 栃木県立馬頭高等学校
- 馬頭大橋

## 交差する道路
- 栃木県道27号那須黒羽茂木線
- 栃木県道52号矢板那珂川線